# Kimsquit Lake
Kimsquit Lake är en sjö i provinsen British Columbia i Kanada. Den ligger i naturskyddsområdet Upper Kimsquit River Conservancy i Central Coast Regional District. Sjön sträcker sig 4,8 kilometer från sydväst till nordöst där den har sitt utlopp genom Kimsquit River till Dean Channel i Stilla Havet. Sjöns yta är 166 hektar och ligger 358 meter över havet. Största djupet är 75 meter.